# Scaent Baltic
Scaent Baltic ist eine Investmentgesellschaft in Litauen. Das Unternehmen beschäftigt 18 Mitarbeiter (2013). 2011 erzielte es den Umsatz von 1,394 Mrd. Litas und 2012 den Gewinn von 87,258 Mio. Litas (25,27 Mio. Euro). Es hat Investmentgesellschaften UAB „East Europe Investment Group“ und UAB „Scaent Baltic Investment“, die mit Wertpapieren handeln, und viele andere Unternehmen (Verlag UAB „Versus Aureus“, FMĮ „Orion Securities“, UAB „Orion Asset Management“, UAB „SC Baltic Media“, UAB „Intelligent Media“, UAB „Franchise Media“, UAB „SC Baltic Realty“, UAB „Alproka“, UAB „Genys“, SIA „Genys“) und andere.
Es hält 29 % Aktien von Inter RAO Lietuva. 

## Leitung
Generaldirektor
- 2007–2012: Jonas Garbaravičius
- Seit Februar 2012: Paulius Vazniokas[6]